# مديرية أفلح الشام

تعديل مصدري - تعديل

مديرية أفلح الشام إحدى مديريات محافظة حجة في اليمن. بلغ عدد سكانها 54054 نسمة عام 2004. تقع المديرية في وسط محافظة حجة وتضم أربع عزل.
تتسم بالطابع القبلي الحجوري  وذات قرى وحصون جبلية. غالبية سكانها من المزارعين الذين يعملون في الزراعة وتربية المواشي. تنعدم فيها مظاهر المدنية والخدمات كالطرق المعبدة، الكهرباء، الاتصالات، مشاريع المياه، والفنادق والتي بذاتها تحتاج إلى المشاريع الأساسية في المنطقة. هي ذات طابع ثقافي تاريخي.
يعتقد وجود منجم ذهب في المنطقة ما زال تحت الدراسة والتخطيط من شركة كنديان تكساس انتر ناشيونال.
تحدها مديريات أفلح اليمن وكحلان الشرف والمحابشة وكشر وخيران المحرق.

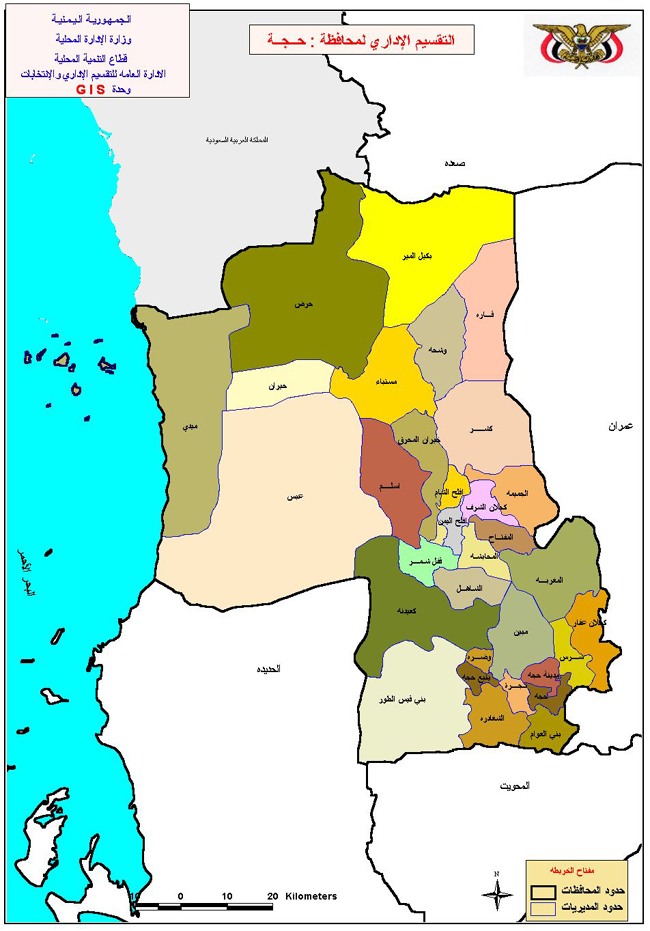
موقع مديرية أفلح الشام في محافظة حجة